# Зиёзода, Асадбек
Асадбе́к Зиёзода́ (род. 2 февраля 2003) — таджикский футболист, полузащитник клуба «Истаравшан».

## Карьера
В 2020 году стал игроком таджикского «Истаравшана». Дебютировал в Высшей лиге Таджикистана в апреле 2020 года в матче против «Регар-ТадАЗ». В сезоне 2021 года стал игроком основного состава «Истаравшана». Отыграл 19 матчей в Высшей лиге Таджикистана за сезон.